# Tony Ambrose
Anthony "Tony" Ambrose, né le 12 août 1933 à Chipping Norton (Oxfordshire), et mort le 5 janvier 2008 à Newbury (Berkshire), est un ancien copilote britannique de rallye.

## Biographie
Il débuta en rallye alors qu'il étudiait au Jesus College d'Oxford (1951), disputant avec son frère Norman l'Annual Varsity Rally, au sein du Oxford team en 1952. La même année, il participa à la réactivation de l'University's Motor Drivers' Club d'Oxford, dont il devint alors trésorier, puis ultérieurement président.
Il fut intégré au BMC Rally team de 1960 à 1966.
Il a essentiellement navigué aux côtés de Rauno Aaltonen, et leurs principaux succès respectifs ont été acquis durant ces années 1960. 
Sa dernière participation active en rallye fut lors du RAC Rally de 1966, aux côtés de Simo Lampinen.
Il participa ensuite à l'organisation du Rallye-marathon Londres-Sydney en 1968, et à celle du Rallye Londres-Mexico en 1970.
Il possédait un cabinet de décoration d'habitat, et un pub au pays de Galles.

## Palmarès

### Titres
- Champion d'Europe des rallyes (ERC): 1965 sur BMC Mini Cooper S 1275 (pilote Rauno Aaltonen).

### Victoires
- Rallye de Grande-Bretagne: 1956 (pilote Lyndon Sims -2e copilote Rupert Jones-, sur Astom-Martin DB2), et 1965 (pilote R. Aaltonen, sur BMC Morris Mini Cooper S; il devient alors le premier copilote masculin à remporter deux fois ce rallye);
- Coupe des Alpes en catégorie Tourisme: 1963 (pilote R. Aaltonen, sur Mini Cooper S 1071);
- Rallye des Tulipes en classe tourisme: 1964 (pilote Timo Mäkinen, sur Mini Cooper S);
- Rallye Spa-Sofia-Liège: 1964 (pilote R. Altonen, sur Austin-Healey 3000);
- Rallye Munich-Vienne-Budapest (Trois Cîtés): 1965 (pilote R. Aaltonen, sur BMC Mini Cooper S);
- Rallye des Tulipes: 1965 (pilote Timo Mäkinen, sur Mini Cooper S);
- Rallye de Genève: 1965 (catégorie Tourisme) (pilote R. Aaltonen, sur BMC Mini Cooper S);
- Rallye de Pologne: 1965 (pilote R. Aaltonen, sur BMC Mini Cooper S);
- Rallye de Tchécoslovaquie (Vlatva): 1965 (pilote R. Aaltonen, sur BMC Mini Cooper S);
  - 3e du rallye Monte-Carlo: 1963 (pilote R. Aaltonen, sur Morris Mini Cooper).